# Rebecca Dempster
Rebecca Eileen Dempster (10 febbraio 1991) è una calciatrice scozzese, attaccante dell'Aberdeen.

## Carriera

### Club
Dopo aver giocato in Scottish Women's Premier League (SWPL), massimo livello del campionato scozzese femminile di calcio, dove con l'Hibernian conquista una Scottish Women's League Cup, la coppa di lega, nel 2011, decide di trasferirsi all'estero per il suo primo campionato fuori dal territorio nazionale sottoscrivendo un accordo con il Fimauto Valpolicella per disputare la Serie B nel campionato italiano. Dopo aver contribuito a conquistare la promozione in Serie A, al termine della stagione 2016-2017 decide di tornare all'Aberdeen.

### Nazionale
Rebecca Dempster viene convocata dalla Federcalcio scozzese (SFA) per indossare la  maglia della formazione Under-17 durante le qualificazioni al primo campionato europeo di categoria organizzato dalla UEFA, a Nylon, Svizzera, nel 2008, non riuscendo a superare la seconda fase di qualificazione. Con l'Under-17 fa il suo debutto il 19 settembre 2007, in occasione dell'amichevole pareggiata con la Svezia per 0-0, e scende in campo in altre tre occasioni nella prima e nella seconda fase delle qualificazioni agli europei.
Raggiunti i limiti d'età, nel 2009 passa alla formazione Under-19 che rimarrà quella più significativa nella carriera dell'atleta. Debutta il 19 settembre, nell'incontro valido per la fase di qualificazione all'edizione 2010 del campionato europeo di categoria, dove sigla una delle due reti con cui le scozzesi si impongono sulle avversarie dell'Irlanda del Nord. Anche grazie alle sei reti siglate in questa fase la Scozia accede alla fase finale ma, iscritta al girone A con Germania, Inghilterra e Italia, non riesce a superare la fase a gironi venendo eliminata assieme a quest'ultima. In tutto, amichevoli comprese, Dempster disputa undici incontri siglando dodici reti.
Nel marzo 2011 il tecnico Anna Signeul la inserisce in rosa per la prima volta nella nazionale maggiore in previsione del suo utilizzo in una doppia amichevole, la prima con gli Stati Uniti d'America. Fa il suo debutto con la maglia della nazionale scendendo in campo nell'incontro del 18 maggio, 1-1 con la Francia, deve quindi aspettare il 2012 per essere impiegata in altre due occasioni, sempre amichevoli, con Irlanda del Nord (5-1) e Camerun (2-0); quella sarà l'ultima partita con la maglia della Scozia.

## Palmarès

### Club
- Scottish Women's League Cup: 1

Hibernian: 2011
- Campionato italiano di Serie B: 1

Valpolicella: 2016-2017